# العلاقات الرومانية القبرصية
العلاقات الرومانية القبرصية هي العلاقات الثنائية التي تجمع بين رومانيا وقبرص.

## مقارنة بين البلدين
هذه مقارنة عامة ومرجعية للدولتين:
| وجه المقارنة                                              | رومانيا                                                                               | قبرص                                                                 |
| --------------------------------------------------------- | ------------------------------------------------------------------------------------- | -------------------------------------------------------------------- |
| المساحة (كم2)                                             | 238.40 ألف                                                                            | 9.24 ألف                                                             |
| عدد السكان (نسمة)                                         | 19.59 مليون                                                                           | 1.14 مليون                                                           |
| الكثافة السكانية (ن./كم²)                                 | 82.17                                                                                 | 123.38                                                               |
| العاصمة                                                   | بوخارست                                                                               | نيقوسيا                                                              |
| اللغة الرسمية                                             | اللغة الرومانية                                                                       | اليونانية الحديثة، اللغة التركية، لغة يونانية                        |
| العملة                                                    | ليو روماني                                                                            | يورو، جنيه قبرصي                                                     |
| الناتج المحلي الإجمالي (بليون دولار)                      | 211.80 مليار                                                                          | 21.65 مليار                                                          |
| الناتج المحلي الإجمالي (تعادل القوة الشرائية) بليون دولار | 465.56 مليار                                                                          | 26.73 مليار                                                          |
| الناتج المحلي الإجمالي الاسمي للفرد دولار أمريكي          | 9.47 ألف                                                                              | 23.24 ألف                                                            |
| الناتج المحلي الإجمالي للفرد دولار أمريكي                 | 23.63 ألف                                                                             | 30.24 ألف                                                            |
| مؤشر التنمية البشرية                                      | 0.793                                                                                 | 0.850                                                                |
| رمز المكالمات الدولي                                      | +40                                                                                   | +357                                                                 |
| رمز الإنترنت                                              | .ro                                                                                   | .cy                                                                  |
| المنطقة الزمنية                                           | ت ع م+02:00، ت ع م+03:00، أوروبا/بوخارست ‏، توقيت شرق أوروبا، توقيت شرق أوروبا الصيفي ‏ | ت ع م+02:00، ت ع م+03:00، توقيت شرق أوروبا، توقيت شرق أوروبا الصيفي ‏ |

## مدن متوأمة
في ما يلي قائمة باتفاقيات التوأمة بين مدن رومانية وقبرصية:
- ترتبط Sector 2 (Bucharest) [الإنجليزية]‏ مع ستروفولوس باتفاقية توأمة.[21]
- ترتبط سيريت مع Agros, Cyprus [الإنجليزية]‏ باتفاقية توأمة.
- ترتبط بوخارست مع Nicosia Municipality [الإنجليزية]‏ باتفاقية توأمة منذ 1999.[22][22][23][23]
- ترتبط تولتشيا مع Larnaca Municipality  [لغات أخرى]‏ باتفاقية توأمة منذ 27 مايو 2003.[24][24]

## منظمات دولية مشتركة
يشترك البلدان في عضوية مجموعة من المنظمات الدولية، منها:
| علم المنظمة | اسم المنظمة                               | تاريخ انضمام رومانيا | تاريخ انضمام قبرص |
| ----------- | ----------------------------------------- | -------------------- | ----------------- |
|             | المنظمة الأوروبية لسلامة الملاحة الجوية   | 1996                 | 1991              |
|             | المنظمة الهيدروغرافية الدولية             | ?                    | ?                 |
|             | منظمة الشرطة الجنائية الدولية             | ?                    | ?                 |
|             | الاتحاد البريدي العالمي                   | ?                    | ?                 |
|             | منظمة التجارة العالمية                    | 1995                 | ?                 |
|             | الفريق المعني برصد الأرض                  | ?                    | ?                 |
|             | مجموعة الموردين النوويين                  | ?                    | ?                 |
|             | مؤسسة التنمية الدولية                     | 12 أبريل 2014        | 2 مارس 1962       |
|             | منظمة الأمن والتعاون في أوروبا            | 25 يونيو 1973        | 25 يونيو 1973     |
|             | مؤسسة التمويل الدولية                     | 23 سبتمبر 1990       | 2 مارس 1962       |
|             | مجلس أوروبا                               | 7 أكتوبر 1993        | ?                 |
|             | منظمة حظر الأسلحة الكيميائية              | ?                    | ?                 |
|             | الأمم المتحدة                             | 14 ديسمبر 1955       | 20 سبتمبر 1960    |
|             | الاتحاد الدولي للاتصالات                  | 9 فبراير 1866        | 24 أبريل 1961     |
|             | الاتحاد الأوروبي                          | 2007                 | 1 مايو 2004       |
|             | البنك الدولي للإنشاء والتعمير             | 15 ديسمبر 1972       | 21 ديسمبر 1961    |
|             | مجموعة أستراليا                           | 1995                 | 2000              |
|             | المركز الدولي لتسوية المنازعات الاستشارية | 12 أكتوبر 1975       | 25 ديسمبر 1966    |
|             | وكالة ضمان الاستثمار متعدد الأطراف        | 10 سبتمبر 1992       | 12 أبريل 1988     |
|             | يونسكو                                    | 27 يوليو 1956        | 6 فبراير 1961     |

## وصلات خارجية
- موقع وزارة الخارجية الرومانية
- موقع وزارة الخارجية القبرصية